# Czołn łebski

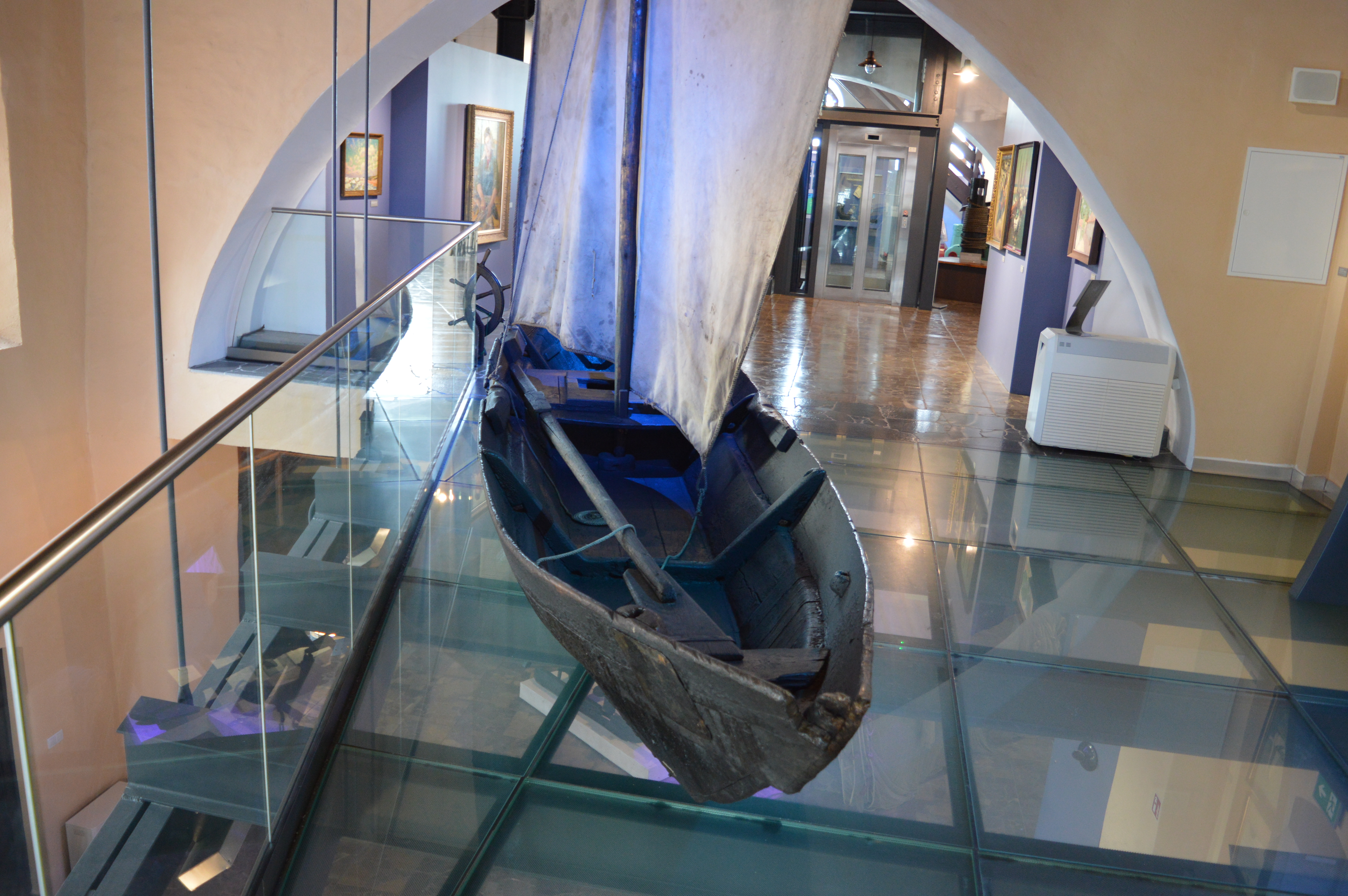
Czołn w Muzeum Rybołówstwa w Helu, widok od rufy

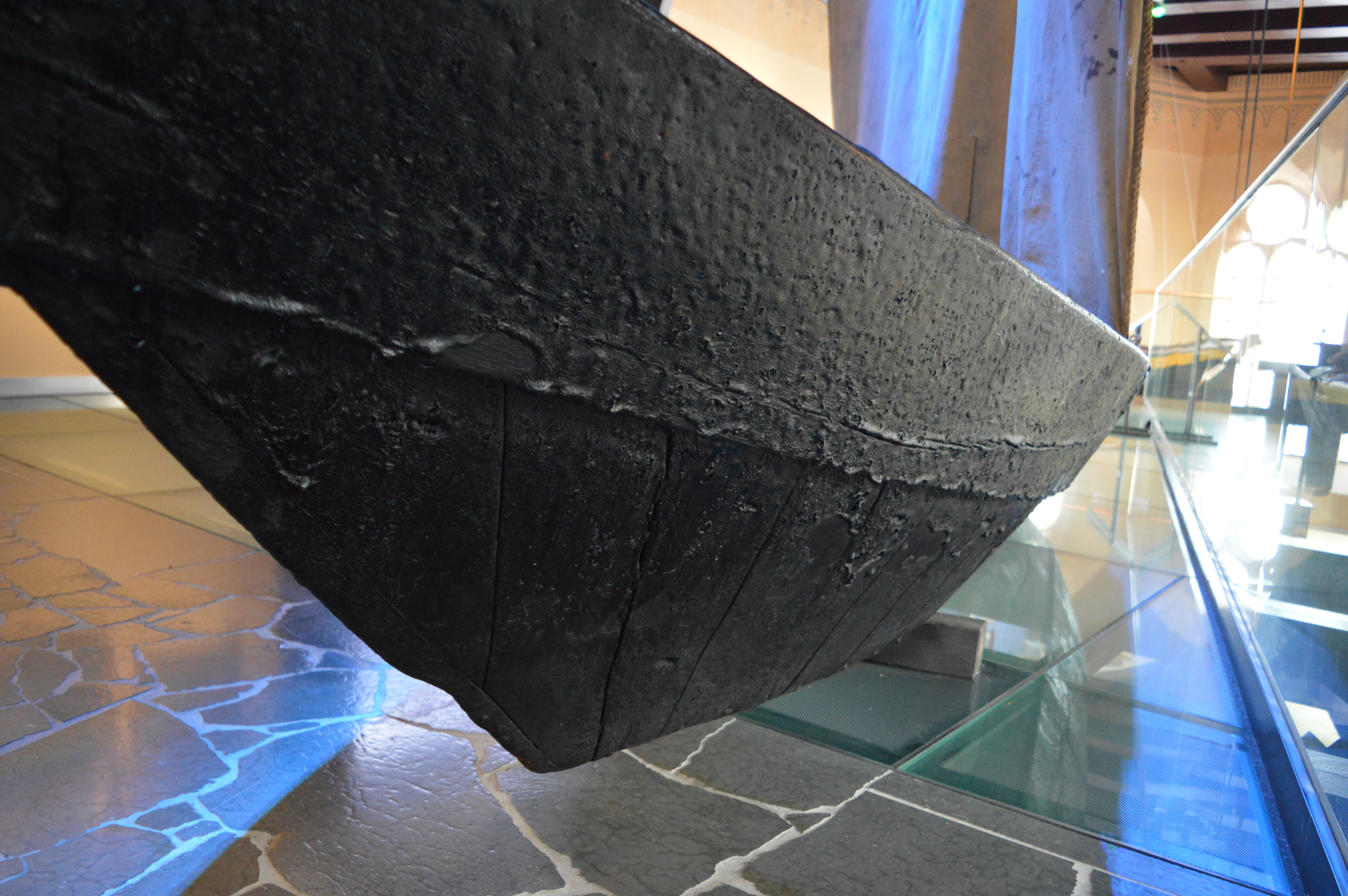
Charakterystyczne pionowe deski poszycia na dziobie łodzi

Czołn łebski – typ łodzi używanej dawniej na wodach śródlądowych Wybrzeża Słowińskiego.
Łódź budowana była z desek, ale starano się jeszcze zachować kształt dłubanki. Kłopoty w obróbce desek na część dziobową i rufową spowodowały, że krótkie deski w tych miejscach ustawiano pionowo. Jest to cecha charakterystyczna dla takich łodzi, nie są znane inne łodzie o podobnej konstrukcji.
Najstarsze łodzie miały jeden pas poszycia, później dodano drugi pas, łączony na zakładkę, podwyższając tym samym burty. Po dodaniu górnego pasa wprowadzono usztywnienie konstrukcji za pomocą krótkich wręgów, łączących górny i dolny pas poszycia. Później wprowadzono wręgi usztywniające dno i boki łodzi.
Łódź napędzano za pomocą wioseł lub żagla rozprzowego. Wewnątrz łodzi znajdował się sadz ograniczony grodziami, służący do przechowywania żywych złowionych ryb. Przez sadz przechodził miecz, poprawiający stateczność łodzi.

## Czołn z helskiego muzeum
W Muzeum Rybołówstwa w Helu znajduje się czołn łebski zbudowany około 1905, prawdopodobnie przez Henryka Klika.
W 2014 przeprowadzono laserowe skanowanie łodzi i na podstawie skanów wykonano modele cyfrowe, które pozwoliły na określenie dokładnych rozmiarów, objętości i kształtów, po czym wykonano obliczenia statecznościowe.

### Dane łodzi z helskiego muzeum
- Długość całkowita – 7,18 m
- Długość na linii wodnej – 6,12 m
- Szerokość maksymalna – 1,38 m
- Zanurzenie – 0,42 m
- Wysokość kadłuba – 0,49 m

Łódź wykonana jest z drewna dębowego. Pusta waży około 420 kg. Maszt, żagiel i takielunek ważą około 50 kg.